# Mercado Livre
Mercado Libre (estilizado como MercadoLibre; no Brasil: Mercado Livre) é uma empresa de tecnologia de origem argentina, com sede no Uruguai, que oferece soluções de comércio eletrônico.
A empresa mantém operações na Argentina, Bolívia, Brasil, Chile, Colômbia, Costa Rica, Equador, El Salvador, Guatemala, Honduras, México, Nicarágua, Panamá, Paraguai, Peru, República Dominicana, Uruguai e Venezuela, conta com cerca de 30 mil funcionários e é o site de e-commerce mais popular da América Latina em número de visitantes.
Até 2016, o MercadoLivre contava com 174,2 milhões de usuários na América Latina. Em 2023 a revista Time incluiu a Mercado Livre na lista das 100 empresas mais influentes do mundo.

## História

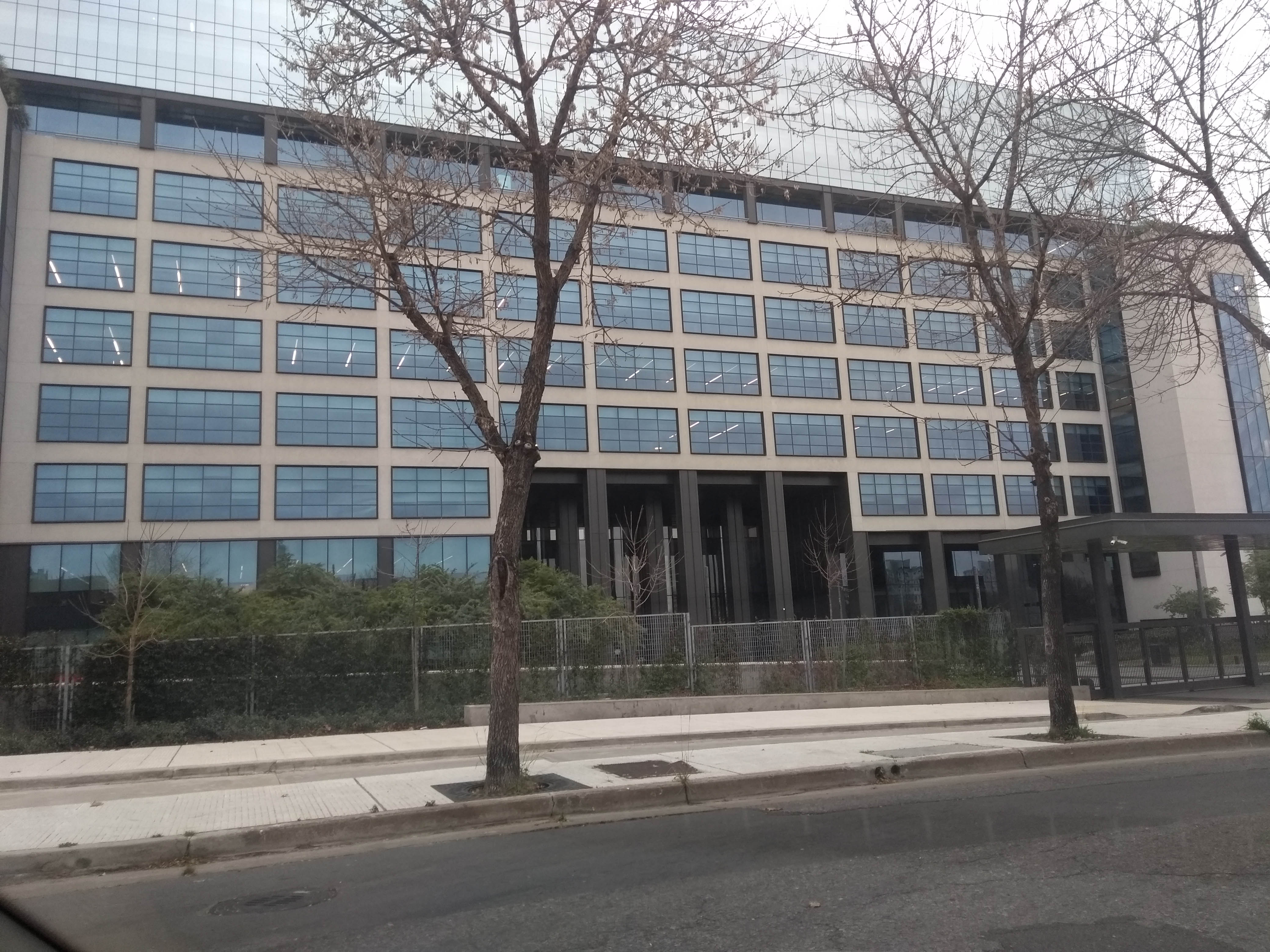
Sede do Mercado Livre em Montevidéu

Em março de 1999, Marcos Galperin, co-fundador e CEO, enquanto terminava seu MBA na escola de negócios da Universidade Stanford, escreveu o plano de negócios do MercadoLivre e começou a formar uma equipe de profissionais para colocá-lo em execução.
As operações do MercadoLivre na Argentina foram iniciadas em agosto de 1999, chegando aos outros países da América Latina posteriormente. A versão brasileira do site surgiria ainda em 1999, com Stelleo Tolda na presidência do Mercado Livre no Brasil.
O MercadoLivre recebeu dois aportes de investimentos além do capital inicial no começo da empresa. A primeira rodada, realizada em novembro de 1999, obteve US$ 7,6 milhões de investimentos que incluíram JPMorgan Partners e Flatiron Partners. A segunda rodada aconteceu em maio de 2000 e obteve US$ 46,7 milhões, entre outros, de Goldman Sachs, Banco Santander Central Hispano, GE Capital e JPMorgan Partners.
Em setembro de 2001, firmou-se uma aliança exclusiva de cinco anos com o eBay para toda a América Latina. O eBay, a maior empresa de compras e vendas pela internet do mundo e pioneira neste negócio, se converteu em um dos principais acionistas, iniciando um trabalho em conjunto com o MercadoLivre.
Em novembro de 2002, o MercadoLivre adquiriu alguns ativos estratégicos do Lokau.com, uma plataforma brasileira de negócios concorrente, incorporando todos os usuários cadastrados deste site em sua plataforma. Em novembro de 2005, foi a vez de adquirir algumas operações de um competidor regional, DeRemate.com (Arremate, no Brasil), incluindo todas as suas operações no Brasil, Colômbia, Equador, México, Peru, Uruguai e Venezuela. Em agosto de 2007, realizou a sua oferta pública inicial de ações na Nasdaq. No dia 22 de fevereiro de 2008, o MercadoLivre adquiriu 100% da CMG (Classified Media Group), além de suas subsidiárias, que operavam como uma plataforma de classificados online dedicada principalmente à venda de automóveis por meio do site www.tucarro.com na Venezuela, Colômbia e Porto Rico; e de imóveis, na Venezuela, Colômbia, Panamá, Estados Unidos, Costa Rica e Ilhas Canárias.
Em 2003, criou a Mercado Pago, que seria o método de pagamentos entre vendedor e comprador na plataforma.
Em 15 de janeiro de 2013 a empresa anunciou o MercadoLivre Envios — serviço de logística da empresa. Nos anos seguintes, focou na compra de startups do ramo logístico, como a Axado, em 2016, e a Kangu, em 2020. Também em 2020, anunciou que teria sua própria frota de aviões, a Meli Air.
No dia 17 de março de 2020, em decorrência da pandemia de Coronavírus (COVID-19), a plataforma alterou sua logomarca de mãos dadas por toque de cotovelo. O site da marca agora estampa dois braços se cumprimentando com um toque de cotovelos, gesto que remete à restrição de contato recomendada por especialistas para conter a disseminação do vírus. A empresa escreve uma mensagem acima da nova logomarca. “Juntos. De mão dadas ou não”, afirma a companhia de e-commerce, com recomendações sobre como fazer compras sem sair de casa.

## Mercado Pago
A Mercado Pago é o serviço responsável pela parte de pagamentos do Mercado Livre, além de permitir que outros sites e serviços o utilize como gateway de pagamentos. O serviço permite ao usuário fazer recargas de celular, enviar dinheiro para a plataforma através de pagamento de boletos, fazer retirada do saldo para conta bancária, com planos para atuar como banco digital a partir do ano de 2019. Operações, como o rendimento do saldo acima do rendimento da poupança, já estão em funcionamento e outras, como o envio de TED e DOC, abertura de conta salário e a oferta de cartão de crédito, previstas para 2019.
Em julho de 2022 se tornou, oficialmente, um banco digital, o anúncio veio pouco depois de uma nova linha de financiamento de US$ 233 milhões com a Goldman Sachs para reforçar a concessão de crédito na América Latina. Dados compilados pelo Bank of America colocam a plataforma dentre as mais usadas entre fintechs e carteiras digitais no Brasil, atrás apenas do Nubank e PicPay.

### Venda presencial
O Mercado Pago oferece também o serviço de máquinas de cartão a pessoas físicas e jurídicas. Ao concluir uma venda, o saldo fica disponível na conta do Mercado Pago e o usuário, a partir deste momento, pode transferir seu saldo para sua conta bancária. O Mercado Pago possui 3 planos de recebimento disponíveis aos seus usuários: na hora, 14 dias ou 30 dias, todos trabalhando o saldo de forma antecipada. O Mercado Pago trabalha atualmente com cinco modelos de máquinas:
- Mercado Point Mini: utiliza o modelo PAX D150 e necessita de celular Android ou iOS com internet disponível para transacionar suas operações. Possui bateria com até 04 horas, visor monocromático, e não imprime o comprovante de venda, dando a opção para o usuário enviá-lo, sem custos, por SMS ou e-mail. Conta com garantia de 03 anos.[28]
- Mercado Point I: utiliza o modelo PAX D200 e ao contrário do Point Mini, não necessita de celular. Oferece opção de conexão via GPRS e Wifi, bateria de até 06 horas, visor colorido e opção do envio do comprovante, sem custos, por SMS. Similar ao Point Mini, possui garantia de 03 anos.[29]
- Point Mini Chip: utiliza o modelo PAX D175 e não precisa de celular.[30] Acompanha chip com plano de dados e também conta com Wi-Fi. A bateria tem duração de até 10 horas.[31]
- Point Pro 2: utiliza o modelo Gertec MP35P e é uma das maquininhas mais completas do mercado pago, conta com bateria de longa duração e faz impressão do comprovante.[32][33]
- Point Smart: utiliza o modelo Pax A910, ela é muito parecida com um smartphone e conta com sistema operacional Android, bateria que dura o dia inteiro, conexão 4G e Wi-Fi.[34][35]

## Prêmios
- Prêmio iBest 2021 - Segundo lugar como empresa mais dominante do universo digital brasileiro.[36]

| Ano  | Organização  | Recipiente(s) | Categoria                      | Resultado | Ref    |
| ---- | ------------ | ------------- | ------------------------------ | --------- | ------ |
| 2020 | Prêmio iBest | Mercado Livre | E-Commerce de Esportes         | TOP3      | [ 37 ] |
| 2020 | Prêmio iBest | Mercado Livre | E-Commerce de Moda             | TOP3      | [ 37 ] |
| 2020 | Prêmio iBest | Mercado Livre | Economia Colaborativa          | TOP3      | [ 37 ] |
| 2020 | Prêmio iBest | Mercado Livre | Eletrônicos e Eletrodomésticos | TOP3      | [ 37 ] |
| 2020 | Prêmio iBest | Mercado Livre | Informática e Telefonia        | TOP3      | [ 37 ] |
| 2020 | Prêmio iBest | Mercado Livre | Marketplaces                   | TOP3      | [ 37 ] |
| 2020 | Prêmio iBest | Mercado Livre | Mobiliário e Utensílios        | TOP3      | [ 37 ] |
| 2020 | Prêmio iBest | Mercado Livre | Supermercados                  | TOP3      | [ 37 ] |
| 2020 | Prêmio iBest | Mercado Pago  | SuperApps                      | TOP3      | [ 37 ] |
| 2022 | Prêmio iBest | Mercado Livre | Experiência de Compra          | Venceu    | [ 38 ] |
| 2022 | Prêmio iBest | Mercado Livre | Marketplace                    | Venceu    | [ 38 ] |
| 2022 | Prêmio iBest | Mercado Livre | Inovação em E-commerce         | Venceu    | [ 38 ] |
| 2022 | Prêmio iBest | Mercado Livre | Supermercado                   | Venceu    | [ 38 ] |
| 2022 | Prêmio iBest | Mercado Livre | Economia Colaborativa          | Venceu    | [ 38 ] |
| 2022 | Prêmio iBest | Mercado Pago  | Maquininha de Cartão           | Venceu    | [ 38 ] |
| 2022 | Prêmio iBest | Mercado Pago  | Bancos Digitais                | TOP3      | [ 38 ] |
| 2022 | Prêmio iBest | Mercado Pago  | SuperApps                      | TOP3      | [ 38 ] |

## Pirataria, ações judiciais e condições de trabalho

### Pirataria
Em maio de 2011, o Fantástico exibiu em seu programa dominical uma reportagem de Guilherme Portanova e Diego Morais de dois meses de investigação, em que sites de leilões vendiam peças e até maquinas caça-níqueis. Um destes sites de venda pela internet era o Mercado Livre.

### Decisões judiciais para conteúdo de terceiros
Em 2013, o Tribunal de Justiça de São Paulo (TJSP) reverteu ação ajuizada pela Citizen Watch do Brasil para evitar a publicidade da marca Citizen no Mercado Livre. O TJSP alegou: "Não há como impor àquele que mantém site de intermediação de vendas o dever de prévia fiscalização das atividades desenvolvidas por cada um dos anunciantes, de modo a verificar se o produto oferecido é de procedência lícita”.
Em 2019, o Superior Tribunal de Justiça (STJ) julgou favoravelmente ao Mercado Livre contra o julgado pelo Tribunal de Justiça de São Paulo que havia sentenciado que a empresa devia impedir a venda de produtos fabricados pela companhia Salvatori na plataforma. O Superior Tribunal de Justiça, por maioria de votos, reconheceu a necessidade de identificação clara e precisa do conteúdo digital a ser removido, ou seja, pela indicação das URLs dos anúncios, fazendo prevalecer o artigo 19 do Marco Civil da Internet. 

### Ações judiciais
Em uma simples consulta de processos de 1º Grau no Foro Central Juizados Especiais Cíveis, constam 278 processos contra o Mercado Livre. Muitos destes processos são de: obrigação de fazer/não fazer, perdas e danos, Indenização por Dano Moral, Rescisão de contrato e devolução do dinheiro, dentre outros. O MercadoLivre é citado em 9.000 processos no site Jusbrasil, pelos mais variados motivos.
Em dezembro de 2010, o juiz Swarai Cervone Oliveira, da 36ª Vara Cível da capital, deferiu uma liminar em ação civil pública obrigando o site MercadoLivre.com.br a providenciar, no prazo máximo de 60 dias contados a partir da intimação da empresa, a inclusão em sua página inicial de dados que permitam o contato direto dos consumidores com a empresa e a emissão de comprovante de atendimento com número de protocolo. Segundo também o juiz, a liminar fixa multa de R$ 100 mil por dia em caso de descumprimento de qualquer uma das exigências.
A Justiça tem entendido que quando a empresa cobra do vendedor uma comissão pelo anúncio e intermedeia com regras as negociações, ela é responsável também pelos negócios realizados.

### Suicídio de Luiz Felipe Dominicalli
Em 19 fevereiro de 2024,o funcionário Luiz Felipe Dominicalli morreu no centro de distribuição do Mercado Livre (SP04) em Cajamar, o que gerou uma série de debates sobre as condições de trabalho no setor de comércio virtual no Brasil, o que inclui a parte logística de armazenamento, separação e entregas de mercadorias. Segundo relatos, Luiz Felipe, que trabalhava para o Mercado Livre através da empresa terceirizada Randstad, cometeu suicídio após ser informado de que seu contrato temporário não seria renovado. Testemunhas afirmam que, mesmo diante da tragédia, as operações no galpão continuaram normalmente, com exceção dos trabalhadores que, por estarem visivelmente abalados, foram liberados mais cedo.
O Mercado Livre expressou pesar pelo ocorrido e alegou ter prestado assistência à família do colaborador, além de apoio psicológico aos demais trabalhadores e trabalhadoras. Por outro lado, sindicatos como a União Geral de Trabalhadores (UGT) e o Sindicato dos Trabalhadores em Processamento de Dados e Tecnologia da Informação do estado de São Paulo (Sindpd-SP) criticaram a postura da empresa, destacando a pressão psicológica e as condições precárias enfrentadas pela classe trabalhadora.